# Município de Sarab
Município de Sarab (em persa: شهرستان سراب) é um município na Província do Azerbaijão Oriental, no Irão. A capital do município também é Sarab. No censo de 2006, a população do condado era de 132.094 habitante, com 31.977 famílias. O município se subdivide em dois distritos: o Distrito Central e Distrito Mehraban. O condado tem quatro cidades: Sarab, Mehraban, Sharabian, e Duzduzan.

## Ligações externas

Localização do condado de Sarab, no noroeste do Irão